# I djävulens tjänst
I djävulens tjänst (originaltitel: Taras Bulba) är en amerikansk action/drama/krigs/romantisk/äventyrs-film från 1962 i regi av J. Lee Thompson. Filmen bygger på Nikolaj Gogols roman Taras Bulba från 1835. Huvudrollerna spelas av Yul Brynner (Taras Bulba) och Tony Curtis (Andrej Bulba).

## Handling
Handlingen utspelar sig 1637–1638 under ett kosackuppror då kosackerna kämpade för att befria sitt moderland Ukraina från det polska förtrycket. Under kriget förlorar Taras sina båda söner och för en kompromisslös kamp mot polackerna.

## Nyinspelningar
En rysk/ukrainsk nyinspelning av filmen hade premiär 2009. 